# Franco Salas Borquez
 (août 2025).
La mise en forme du texte ne suit pas les recommandations de Wikipédia : il faut le « wikifier ».
Les points d'amélioration suivants sont les cas les plus fréquents. Le détail des points à revoir est peut-être précisé sur la page de discussion.
- Les titres sont pré-formatés par le logiciel. Ils ne sont ni en capitales, ni en gras.
- Le texte ne doit pas être écrit en capitales (les noms de famille non plus), ni en gras, ni en italique, ni en « petit »…
- Le gras n'est utilisé que pour surligner le titre de l'article dans l'introduction, une seule fois.
- L'italique est rarement utilisé : mots en langue étrangère, titres d'œuvres, noms de bateaux, etc.
- Les citations ne sont pas en italique mais en corps de texte normal. Elles sont entourées par des guillemets français : « et ».
- Les listes à puces sont à éviter, des paragraphes rédigés étant largement préférés. Les tableaux sont à réserver à la présentation de données structurées (résultats, etc.).
- Les appels de note de bas de page (petits chiffres en exposant, introduits par l'outil «  Source ») sont à placer entre la fin de phrase et le point final[comme ça].
- Les liens internes (vers d'autres articles de Wikipédia) sont à choisir avec parcimonie. Créez des liens vers des articles approfondissant le sujet. Les termes génériques sans rapport avec le sujet sont à éviter, ainsi que les répétitions de liens vers un même terme.
- Les liens externes sont à placer uniquement dans une section « Liens externes », à la fin de l'article. Ces liens sont à choisir avec parcimonie suivant les règles définies. Si un lien sert de source à l'article, son insertion dans le texte est à faire par les notes de bas de page.
- La présentation des références doit suivre les conventions bibliographiques. Il est recommandé d'utiliser les modèles {{Ouvrage}}, {{Chapitre}}, {{Article}}, {{Lien web}} et/ou {{Bibliographie}}. Le mode d'édition visuel peut mettre en forme automatiquement les références.
- Insérer une infobox (cadre d'informations à droite) n'est pas obligatoire pour parachever la mise en page.

Pour une aide détaillée, merci de consulter Aide:Wikification.
Si vous pensez que ces points ont été résolus, vous pouvez retirer ce bandeau et améliorer la mise en forme d'un autre article.
 (août 2025).
Si vous disposez d'ouvrages ou d'articles de référence ou si vous connaissez des sites web de qualité traitant du thème abordé ici, merci de compléter l'article en donnant les références utiles à sa vérifiabilité et en les liant à la section « Notes et références ».

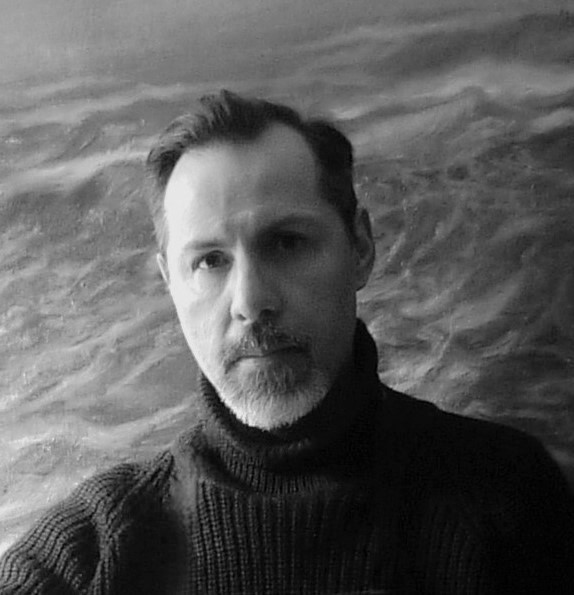
Portrait de Franco Salas Borquez

Franco Salas Borquez  est un peintre et sculpteur franco-chilien né le 17 décembre 1979 sur l'Île de Chiloé (Chili).
Il vit et travaille en France.

## Expositions
- 2013 : Art Zurich / Zurich, Suisse
- 2013 : Geist Galleries - Mayfair, London. United kingdom
- 2013 : La Citadelle de Saint Tropez Musée d'Histoire Maritime,
- 2013 : The Museum Maritime of the Sea - Connecticut - Usa
- 2014 : Centre Culturel de Madrid / Madrid, Espagne.
- 2014 : Palais Chaillot , Musée Nationale de la Marine / Paris, France.
- 2015 : Palacio Pignatelli  / Barcelone, Espagne.
- 2016 : Art BeiJing - ArtBank-China.  Beijing
- 2016 : Art JiNan - ArtBank -China. Jinan
- 2016 : Forum Kunst - Arquitektur / Essen, Allemagne.
- 2016 : Icon Gallery - Arlington - Washington - Usa
- 2016 : Roterdam Maritime Museum - Museum Collection, Netherlands
- 2016 : Shangai Art-Fair - ArtBank, China. Lingang Contemporany Art Museum
- 2017 : Galeria Animal - Santiago de Chile
- 2017 : Palais du Heysel - Brussels Artfair Belgium /Galerie Noej - Paris
- 2017 : Shenzhen International Art Fair - China
- 2017 : Art - Pekin - China
- 2018 : Festival H20 - Blois - France
- 2018 : Galerie en Ré  "Abyssale'' . Bois Colombes. France
- 2018 : Guangzhou International art - China
- 2018 : Shenzhen International Art Fair - China
- 2019 : Le Sillage, 40 toiles et quelques bas-reliefs à l'église Saint-Sauveur de Saint-Malo, de novembre au 29 décembre[2]
- 2019 : Galerie Daniel Besseiche - Dinard - France
- 2019 : Exhibition - The Museum Maritime of the Sea - Usa
- 2019 : Galerie Daniel Besseiche .Paris - France -  "Hurlements"
- 2020 : Absolute Art Gallery  - Bruxelles - Belgique
- 2020 : Espace 100 ECS  -  Paris- France
- 2021 : Centre Cristel éditeur d'art - Saint Malo - France[3],[4]
- 2021 : Galerie Gaia - Nantes - France
- 2021 : Galerie Thomas Tournemine - La Baule - France
- 2021 : Médiathèque Camille -Flammarion - Pornichet,- France[5]
- 2022 : M Fine Arts Galerie - Boston- USA
- 2022 : The Hamptons Art & Design- M Fine Arts Galerie - New York - USA
- 2023 : Galerie Sandra Blum  "Vue sur le paysage" Strasbourg
- 2023 : Galerie Sandra Blum : Collective Estivale - Strasbourg - France
- 2023 : Galerie Sandra Blum : Collective Le temps des ardoises - Strasbourg - France[6]
- 2023 / Galerie Sandra Blum : "La révolte du vent"  - Strasbourg - France
- 2024 / Musée de la Corbilière " Eaux vives"  Mer - France
- 2024 / Galerie Sandra Blum : "Exposition collective"  - Strasbourg - France
- 2024 / Galerie Thomas Tournemine exposition "Mar Adentro" La  Baule -Escoublac - France
- 2024 / Galerie Sandra Blum : "Moments suspendus"  - Strasbourg - France
- 2025 / Galerie Sandra Blum "Regards sur les paysage" - Strasbourg
- 2025 / Galerie Winston  - Dinard - France
- 2025 / EXPO CHICAGO - Gefen Gallery - Chicago - USA
- 2025 / L'eau qui nous lie"  Fonds de Dotation Rouillier - Saint Malo - France
- 2025 / SEATTLE Art - Fair - Gefen Gallery - Seattle - USA
- 2025 / ASPEN Art - Fair - Gefen Gallery -  Aspen - USA

## Récompenses

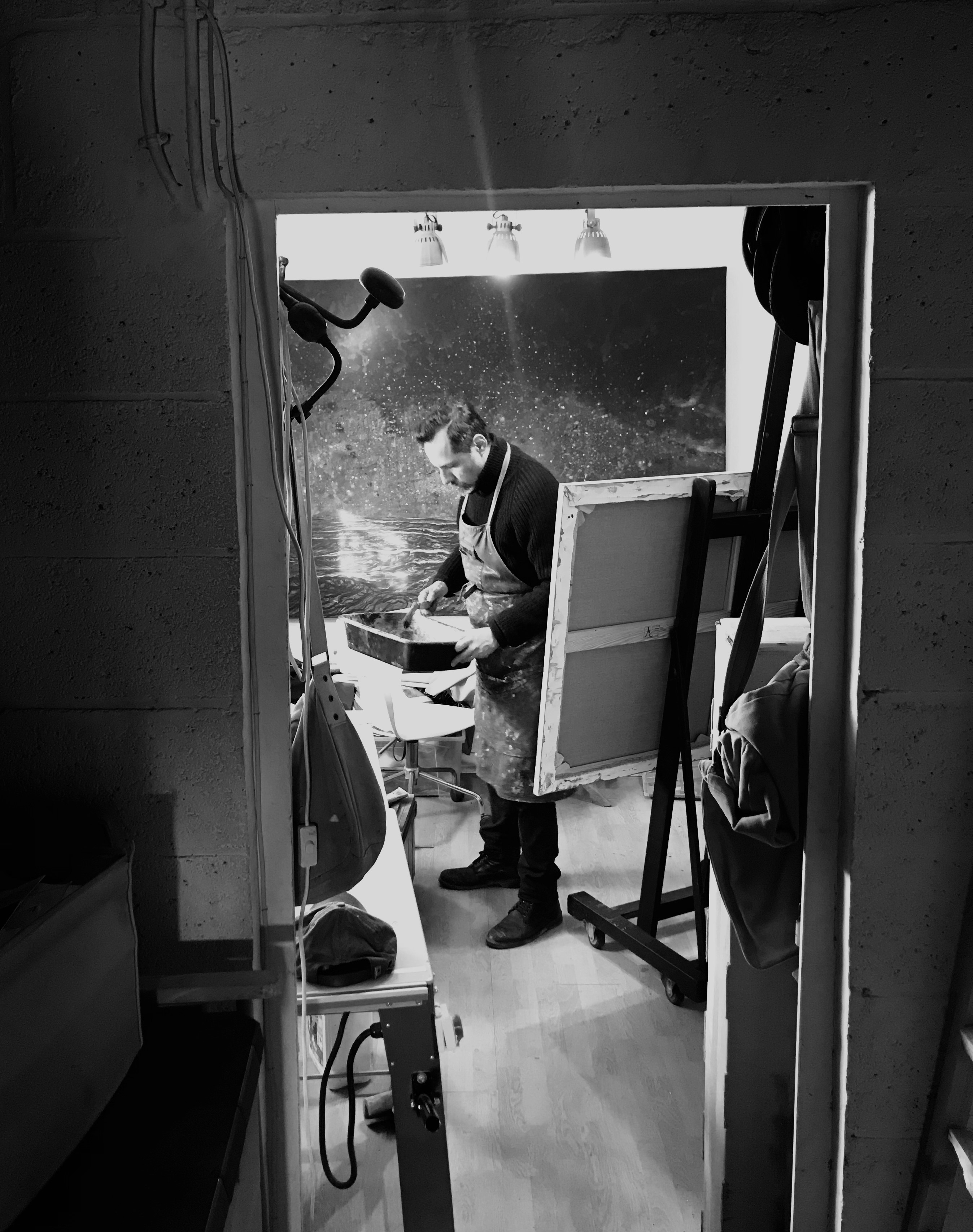
Franco Salas Borquez

- Franco Salas BorquezPrix de l'Institut d'histoire et culture maritime d'Espagne[7]. Musée Naval de Madrid. 2010.

## Collections publiques
- Saint-Tropez, citadelle de Saint-Tropez[8].
- Madrid, Musée naval de Madrid[9].
- Punta Arenas, musée Nao Victoria, salle Cap-Horn[10].